# Isomerida paraba
Isomerida paraba är en skalbaggsart som beskrevs av Maria Helena M. Galileo och Martins 2001. Isomerida paraba ingår i släktet Isomerida och familjen långhorningar. Inga underarter finns listade i Catalogue of Life.